# Ramlösa
Denne side handler om et mineralvandsmærke. For bydelen i Helsingborg, se Ramlösa (Helsingborg).
Ramlösa er et mineralvandsmærke der tappes fra en underjordisk kilde i Ramlösa hälsobrunn (sv) i bydelen Ramlösa i Helsingborg i Sverige.[kilde mangler]
Mineraldvandsmærket blev startet af Johan Jacob Döbelius i 1707, og ejes siden 2008 af Coca-Cola, som købte det af Carlsberg efter det overtog det svenske bryggeri Pripps. Ramlösa sælges i en række europæiske lande, bl.a. Danmark, såvel som i Asien og USA m.fl.[kilde mangler]